# Festival RTP da Canção 2024
O Festival RTP da Canção 2024 foi o 58º Festival RTP da Canção, que nesta edição foi dedicado à celebração do seu 60º aniversário.

## Apresentadores
Nesta edição do Festival da Canção, cada etapa foi apresentada por uma dupla de apresentadores, ao qual se juntou um repórter na green room. José Carlos Malato e Tânia Ribas de Oliveira foram a dupla da 1.ª semifinal, enquanto Jorge Gabriel e Sónia Araújo foram os apresentadores da 2.ª semifinal.
Filomena Cautela e Vasco Palmeirim apresentaram a Final do Festival da Canção 2024. Inês Lopes Gonçalves foi a repórter da green room ao longo de toda a edição. Nesta edição do Festival RTP da Canção, a RTP, convidou para participarem na apresentação alguns dos rostos que apresentaram  edições anteriores do formato. 

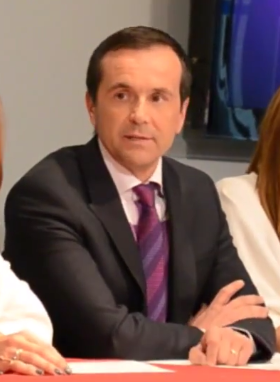
Jorge Gabriel
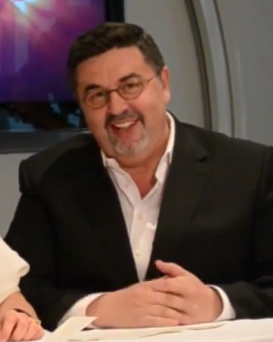
José Carlos Malato
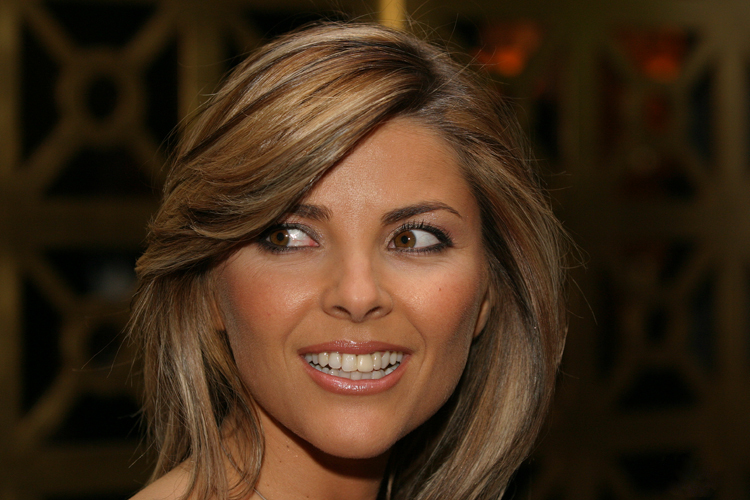
Sónia Araújo
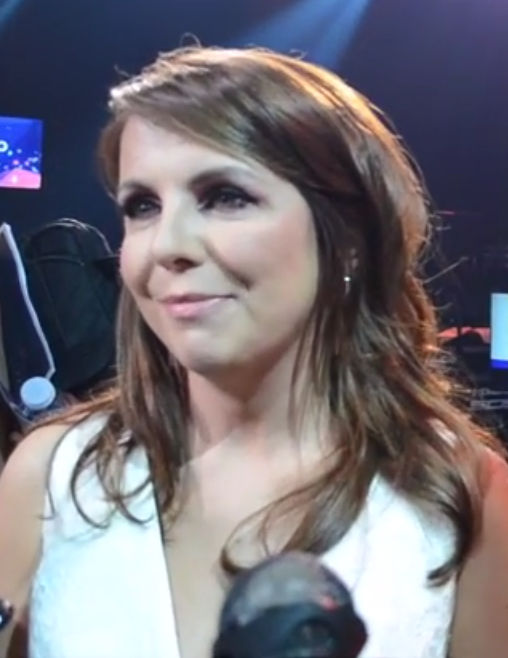
Tânia Ribas de Oliveira

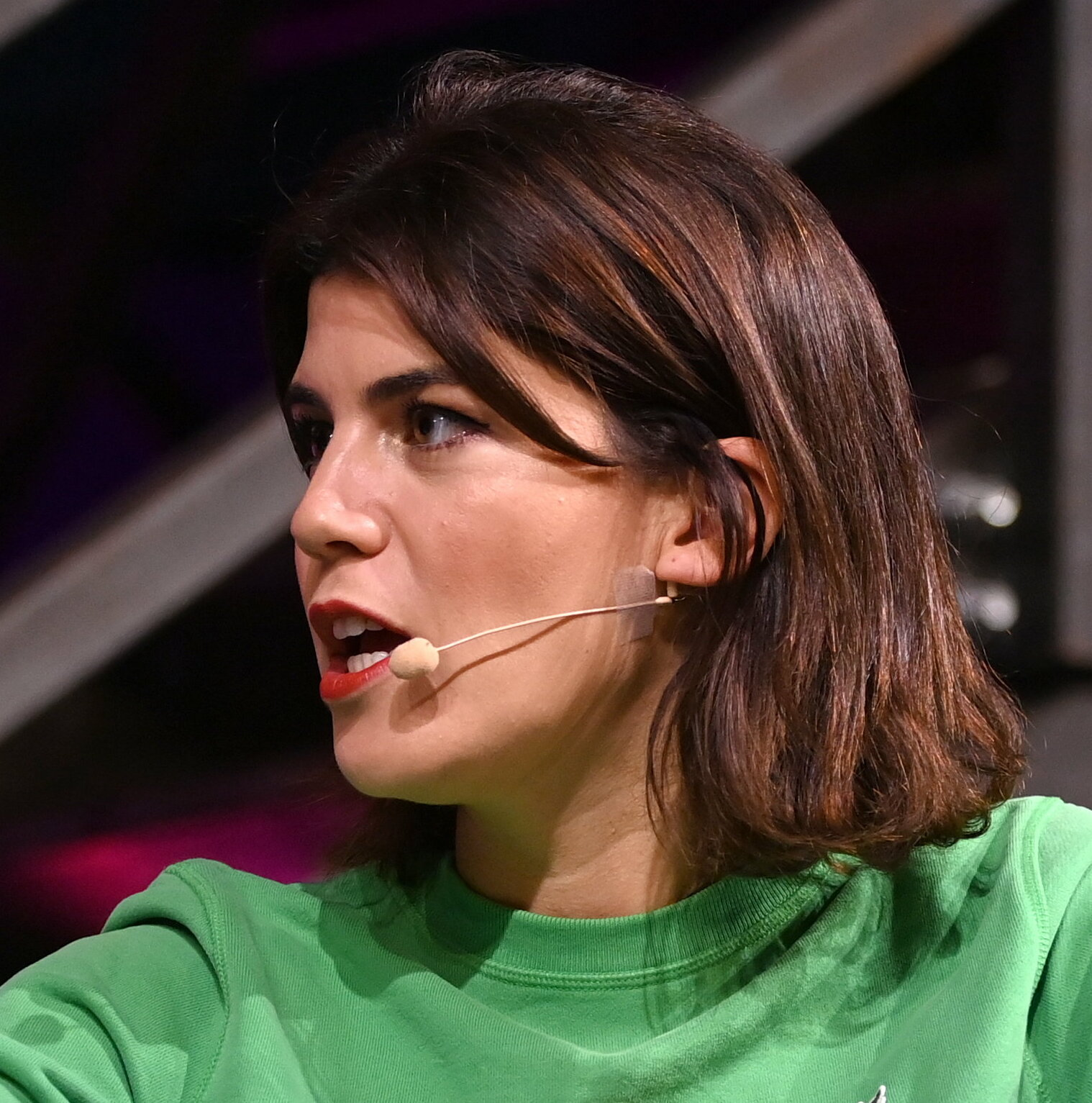
Inês Lopes Gonçalves
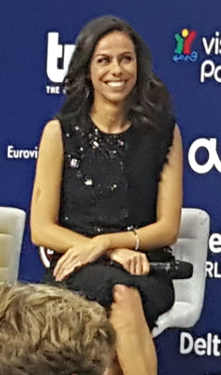
Filomena Cautela

## Concorrentes
A RTP convidou 14 compositores para que apresentassem uma canção original e inédita, sendo estes os responsáveis por definir os respetivos intérpretes para as suas canções.
As restantes 6 vagas de compositores resultaram da abertura a candidaturas espontâneas de canções originais e inéditas com uma duração máxima de três minutos. Aqui, puderam concorrer todos os cidadãos de nacionalidade portuguesa ou residentes em Portugal, tivessem ou não trabalhos publicados, o que inclui os portugueses que vivam fora do país, assim como os cidadãos dos PALOP ou de outras nacionalidades que residam em Portugal. Foi constituído um júri para as avaliar, sendo os concorrentes vencedores convidados a apresentá-las a concurso nesta edição.
Foram convidados pela RTP os seguintes artistas / compositores:
| - Bispo - Buba Espinho - Cristina Clara - Huca - iolanda - João Borsch - Leo Middea | - Maria João - Mila Dores - Nena - NOBLE - No Maka - Perpétua - Silk Nobre |

Do concurso de livre submissão pública, foram selecionados:
- FILIPA
- João Couto
- LEFT.
- MELA
- Rita Onofre
- Rita Rocha

## Jurados
Um grupo de 7 jurados convidados pela RTP compôs o júri desta edição. Este júri foi responsável por 50% da votação nas duas semifinais do Festival da Canção 2024 e foi constituído por: 
- Gisela João
- Benjamim
- Lia Pereira
- Miguel Esteves Cardoso
- Lura
- Pedro Oliveira
- Mimicat

## Semifinais
Tal como aconteceu na edição de 2023, transitam para a final 6 canções por semifinal, ao contrário das habituais 5. São 10 as canções a concurso em cada semifinal, das quais as 5 mais votadas pelo júri + televoto passam automaticamente à Grande Final. O sexto finalista será escolhido apenas pelo televoto, com uma reabertura das linhas das cinco canções que não se qualificaram antes.
À semelhança do que acontece no Festival da Eurovisão, durante as semifinais serão reveladas apenas as canções mais votadas e que ficam apuradas para a Final, sem revelar as pontuações individuais e as suas respetivas posições. As pontuações obtidas pelas canções, tanto no voto do júri como no voto do público, serão reveladas apenas depois da Final.

### 1.ª semifinal
A primeira semifinal decorreu nos estúdios da RTP, em Lisboa, no dia 24 de fevereiro de 2024, e foi apresentada por José Carlos Malato e Tânia Ribas de Oliveira, com Inês Lopes Gonçalves a cargo da green room.
| Semifinal 1 | Semifinal 1 | Semifinal 1              | Semifinal 1 | Semifinal 1 | Semifinal 1 | Semifinal 1 | Semifinal 1 | Semifinal 1 | Semifinal 1 | Semifinal 1 |
| #           | Intérprete  | Canção                   | 1ª Ronda    | 1ª Ronda    | 1ª Ronda    | 1ª Ronda    | 1ª Ronda    | 2ª Ronda    | 2ª Ronda    | Resultado   |
| #           | Intérprete  | Canção                   | J           | T           | %           | Tot         | P           | %           | P           | Resultado   |
| ----------- | ----------- | ------------------------ | ----------- | ----------- | ----------- | ----------- | ----------- | ----------- | ----------- | ----------- |
| 1           | Nena        | "Teorias da conspiração" | 10          | 5           | 9,03%       | 15          | 3º          | —           | —           | Finalista   |
| 2           | Perpétua    | "Bem longe daqui"        | 6           | 12          | 17,08%      | 18          | 2º          | —           | —           | Finalista   |
| 3           | Mela        | "Água"                   | 4           | 3           | 4,20%       | 7           | 8º          | 15,37%      | 3º          | Eliminada   |
| 4           | Mila Dores  | "Afia a língua"          | 3           | 1           | 2,12%       | 4           | 9º          | 6,33%       | 5º          | Eliminada   |
| 5           | Left.       | "Volto a ti"             | 1           | 2           | 3,04%       | 3           | 10º         | 7,43%       | 4º          | Eliminada   |
| 6           | Rita Rocha  | "Pontos finais"          | 7           | 7           | 14,90%      | 14          | 5º          | —           | —           | Finalista   |
| 7           | Noble       | "Memory"                 | 2           | 8           | 15,73%      | 10          | 6º          | 47,45%      | 1º          | Finalista   |
| 8           | João Borsch | "...Pelas costuras"      | 8           | 6           | 9,68%       | 14          | 4º          | —           | —           | Finalista   |
| 9           | Iolanda     | "Grito"                  | 12          | 10          | 16,47%      | 22          | 1º          | —           | —           | Finalista   |
| 10          | Bispo       | "Casa portuguesa"        | 5           | 4           | 7,75%       | 9           | 7º          | 23,42%      | 2º          | Eliminada   |

### 2.ª semifinal
A segunda semifinal decorreu nos estúdios da RTP, em Lisboa, no dia 2 de março de 2024, e foi apresentada por Jorge Gabriel e Sónia Araújo, com Inês Lopes Gonçalves a cargo da green room.
| Semifinal 2 | Semifinal 2           | Semifinal 2      | Semifinal 2 | Semifinal 2 | Semifinal 2 | Semifinal 2 | Semifinal 2 | Semifinal 2 | Semifinal 2 | Semifinal 2 |
| #           | Intérprete            | Canção           | 1ª Ronda    | 1ª Ronda    | 1ª Ronda    | 1ª Ronda    | 1ª Ronda    | 2ª Ronda    | 2ª Ronda    | Resultado   |
| #           | Intérprete            | Canção           | J           | T           | %           | Tot         | P           | %           | P           | Resultado   |
| ----------- | --------------------- | ---------------- | ----------- | ----------- | ----------- | ----------- | ----------- | ----------- | ----------- | ----------- |
| 1           | Buba Espinho          | "O farol"        | 7           | 7           | 11,52%      | 14          | 4º          | —           | —           | Finalista   |
| 2           | Cristina Clara        | "Primavera"      | 10          | 2           | 5,63%       | 12          | 5º          | —           | —           | Finalista   |
| 3           | Leo Middea            | "Doce mistério"  | 12          | 5           | 9,48%       | 17          | 1º          | —           | —           | Finalista   |
| 4           | Filipa                | "You Can't Hide" | 1           | 1           | 3,04%       | 2           | 10º         | 12,08%      | 5º          | Eliminada   |
| 5           | João Couto            | "Quarto para um" | 4           | 6           | 10,08%      | 10          | 7º          | 21,70%      | 2º          | Eliminada   |
| 6           | Huca                  | "Pé de choro"    | 6           | 3           | 6,77%       | 9           | 9º          | 20,82%      | 4º          | Eliminada   |
| 7           | No Maka ft. Ana Maria | "Aceitar"        | 5           | 10          | 14,47%      | 15          | 2º          | —           | —           | Finalista   |
| 8           | Maria João            | "Dia"            | 8           | 4           | 7,47%       | 12          | 6º          | 21,68%      | 3º          | Eliminada   |
| 9           | Rita Onofre           | "Criatura"       | 2           | 8           | 12,59%      | 10          | 8º          | 23,72%      | 1º          | Finalista   |
| 10          | Silk Nobre            | "Change"         | 3           | 12          | 18,95%      | 15          | 3º          | —           | —           | Finalista   |

## Final
A final teve lugar nos estúdios da RTP, em Lisboa, no dia 9 de março de 2024. Foi apresentada, pela sexta vez consecutiva, por Filomena Cautela e Vasco Palmeirim, com Inês Lopes Gonçalves a cargo da green room.
| #  | Intérprete            | Canção                   | Pontuação | Pontuação | Pontuação | Pontuação | Posição |
| #  | Intérprete            | Canção                   | Júri      | Televoto  | %         | Total     | Posição |
| -- | --------------------- | ------------------------ | --------- | --------- | --------- | --------- | ------- |
| 1  | Silk Nobre            | "Change"                 | 7         | 5         | 7,64%     | 12        | 4º      |
| 2  | Rita Onofre           | "Criatura"               | 5         | 0         | 3,12%     | 5         | 8º      |
| 3  | Noble                 | "Memory"                 | 1         | 6         | 7,81%     | 7         | 7º      |
| 4  | Buba Espinho          | "O farol"                | 8         | 2         | 7,06%     | 10        | 6º      |
| 5  | Nena                  | "Teorias da conspiração" | 3         | 1         | 5,82%     | 4         | 10º     |
| 6  | Iolanda               | "Grito"                  | 12        | 10        | 16,29%    | 22        | 1º      |
| 7  | No Maka ft. Ana Maria | "Aceitar"                | 0         | 3         | 7,60%     | 3         | 11º     |
| 8  | Cristina Clara        | "Primavera"              | 2         | 0         | 2,38%     | 2         | 12º     |
| 9  | Rita Rocha            | "Pontos finais"          | 4         | 7         | 8,51%     | 11        | 5º      |
| 10 | Leo Middea            | "Doce mistério"          | 10        | 8         | 9,17%     | 18        | 3º      |
| 11 | Perpétua              | "Bem longe daqui"        | 0         | 4         | 7,60%     | 4         | 9º      |
| 12 | João Borsch           | "...Pelas costuras"      | 6         | 12        | 17%       | 18        | 2º      |

### Júri regional
Nesta edição, e como tem sido habitual, o júri regional foi dividido em 7 regiões: cinco de Portugal Continental, bem como as das Regiões Autónomas de Açores e Madeira.
| Região                | Jurado 1 (Porta-voz) | Jurado 2          | Jurado 3             |
| --------------------- | -------------------- | ----------------- | -------------------- |
| Norte                 | Catarina Maia        | Valter Lobo       | Igor Domingues       |
| Centro                | Sofia Lisboa         | Yola Dinis        | John Gonçalves       |
| Lisboa e Vale do Tejo | Frankie Chavez       | Margarida Campelo | Luís Guerreiro       |
| Alentejo              | Vicente Alves do Ó   | Nuno Figueiredo   | Daniel Boto          |
| Algarve               | Nuno Guerreiro       | João de Brito     | Edmundo Vieira       |
| Madeira               | Gustavo Paixão       | Micaela Abreu     | Pedro Macedo Camacho |
| Açores                | Eugénia Contente     | Luís Banrezes     | Vânia Dilac          |

#### Tabela de Votações
| Ordem de Votação             | Distritos Votantes (Júris)      | Canções Pontuadas | Canções Pontuadas | Canções Pontuadas | Canções Pontuadas | Canções Pontuadas | Canções Pontuadas | Canções Pontuadas | Canções Pontuadas | Canções Pontuadas | Canções Pontuadas | Canções Pontuadas | Canções Pontuadas |  |   |
| ---------------------------- | ------------------------------- | ----------------- | ----------------- | ----------------- | ----------------- | ----------------- | ----------------- | ----------------- | ----------------- | ----------------- | ----------------- | ----------------- | ----------------- |  | - |
| Ordem de Votação             | Distritos Votantes (Júris)      | 1                 | Norte             | 3                 | 6                 | 2                 | 8                 | 5                 | 12                |                   | 1                 | 7                 | 10                |  | 4 |
| 2                            | Centro                          | 6                 | 5                 | 3                 | 8                 | 1                 | 12                | 2                 | 7                 |                   | 10                |                   | 4                 |  |   |
| 3                            | Lisboa e Vale do Tejo           | 12                | 6                 | 4                 | 5                 | 1                 | 10                |                   | 7                 | 3                 | 8                 |                   | 2                 |  |   |
| 4                            | Alentejo                        | 2                 |                   |                   | 12                | 4                 | 10                | 8                 | 3                 | 1                 | 7                 | 5                 | 6                 |  |   |
| 5                            | Algarve                         | 6                 | 3                 | 4                 | 10                | 5                 | 12                |                   |                   | 7                 | 8                 | 2                 | 1                 |  |   |
| 6                            | Madeira                         | 4                 | 5                 | 3                 | 2                 | 8                 | 12                | 1                 |                   | 7                 | 6                 |                   | 10                |  |   |
| 7                            | Açores                          | 10                | 7                 | 2                 | 1                 |                   | 12                | 3                 | 4                 | 5                 | 8                 |                   | 6                 |  |   |
| Resultados Parciais Júri     | Pontuação: votos                | 43                | 32                | 18                | 46                | 24                | 80                | 14                | 22                | 30                | 57                | 7                 | 33                |  |   |
| Resultados Parciais Júri     | Pontuação: 50% Júri             | 7                 | 5                 | 1                 | 8                 | 3                 | 12                | 0                 | 2                 | 4                 | 10                | 0                 | 6                 |  |   |
| Resultados Parciais Júri     | Lugar só com votação do Júri    | 4º                | 6º                | 10º               | 3º                | 8º                | 1º                | 11º               | 9º                | 7º                | 2º                | 12º               | 5º                |  |   |
| Resultados Parciais Televoto | Pontuação: votos                | 5                 | 0                 | 6                 | 2                 | 1                 | 10                | 3                 | 0                 | 7                 | 8                 | 4                 | 12                |  |   |
| Resultados Parciais Televoto | Lugar só com Televoto           | 6º                | 11º               | 5º                | 9º                | 10º               | 2º                | 8º                | 11º               | 4º                | 3º                | 7º                | 1º                |  |   |
| Desfecho                     | Pontos Totais (Júri + Televoto) | 12                | 5                 | 7                 | 10                | 4                 | 22                | 3                 | 2                 | 11                | 18                | 4                 | 18                |  |   |
| Desfecho                     | Lugar                           | 4º                | 8º                | 7º                | 6º                | 10º               | 1º                | 11º               | 12º               | 5º                | 3º                | 9º                | 2º                |  |   |
|                              |                                 |                   |                   |                   |                   |                   |                   |                   |                   |                   |                   |                   |                   |  |   |
| Canções Pontuadas            |                                 |                   |                   |                   |                   |                   |                   |                   |                   |                   |                   |                   |                   |  |   |